# Hedinger-Syndrom
Das Hedinger-Syndrom (nach Christoph Hedinger) ist eine im Rahmen des Karzinoid-Syndromes entstehende Endokardfibrose des rechten Herzens, die zur Trikuspidalinsuffizienz und zur Pulmonalstenose (beides Formen von Herzklappenschäden) führen kann. Verursacht werden diese Veränderungen höchstwahrscheinlich durch das Gewebshormon Serotonin, das durch bestimmte, funktionell aktive Karzinoid-Tumoren in unphysiologisch hohen Mengen in den Blutkreislauf ausgeschüttet wird.